# Falásarna
Phalassarna ou Falásarna (en grec moderne : Φαλάσαρνα) est située à une distance de 59 km à l'ouest de La Canée et à 12 km à l'ouest de Kissamos. Phalassarna est aujourd'hui l'une des destinations les plus connues de Crète, tant pour les plages que pour des raisons d'intérêt écologique. Falásarna est intégré dans le réseau Natura 2000, en raison de la variété de la flore et de la faune de la région, mais aussi en raison de sa beauté naturelle particulière.

## Histoire
L'ancienne Phalassarna était une cité-État du nord-ouest de la Crète. Phalassarna était l'un des ports les plus importants de Crète et a prospéré principalement pendant l'époque hellénistique. La région était habitée du Minoen moyen au milieu du Ier siècle av. J.-C. Près de la ville antique se trouve une plage aménagée, connue sous le nom de Pachiá Ámmos.